# Fishman
Fishman je priimek več oseb:
- Jon Fishman, ameriški bobnar
- Michael Fishman, ameriški igralec
- Lazar Jefimovič Fishman, sovjetski general